# Bonnay (Doubs)
Bonnay – miejscowość i gmina we Francji, w regionie Burgundia-Franche-Comté, w departamencie Doubs.
Według danych na rok 1990 gminę zamieszkiwało 576 osób, a gęstość zaludnienia wynosiła 75 osób/km² (wśród 1786 gmin Franche-Comté Bonnay plasuje się na 279. miejscu pod względem liczby ludności, natomiast pod względem powierzchni na miejscu 593.).